# Tricalamus
Tricalamus es un género de arañas araneomorfas de la familia Filistatidae. Se encuentra en China. 

## Lista de especies
Según The World Spider Catalog 11.5:
- Tricalamus albidulus Wang, 1987
- Tricalamus biyun Zhang, Chen & Zhu, 2009
- Tricalamus gansuensis Wang & Wang, 1992
- Tricalamus jiangxiensis Li, 1994
- Tricalamus linzhiensis Hu, 2001
- Tricalamus longimaculatus Wang, 1987
- Tricalamus menglaensis Wang, 1987
- Tricalamus meniscatus Wang, 1987
- Tricalamus papilionaceus Wang, 1987
- Tricalamus papillatus Wang, 1987
- Tricalamus tetragonius Wang, 1987
- Tricalamus xianensis Wang & Wang, 1992